# Aurelio Lomi

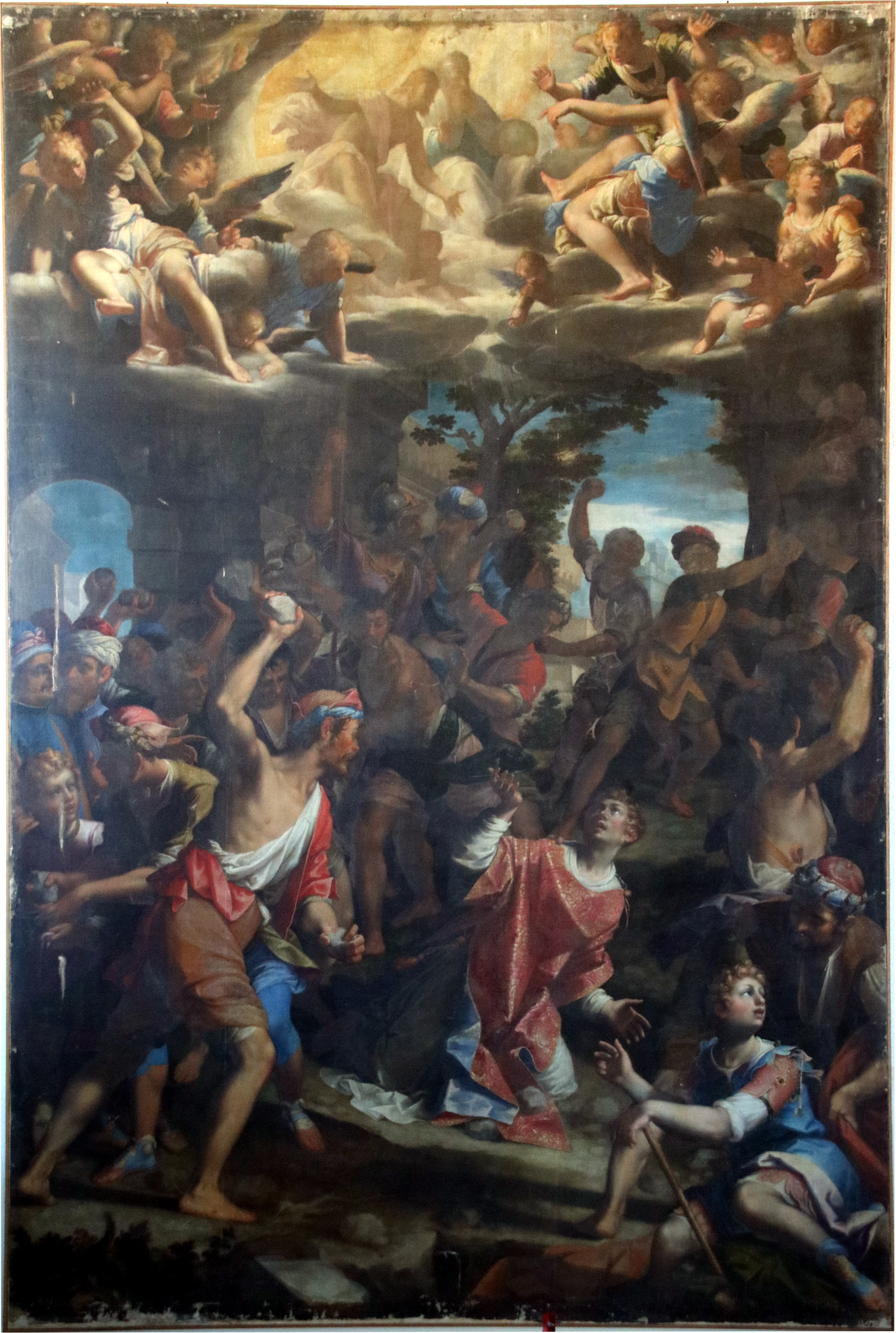
Martyrium des hl. Stefan (1602–1604; urspr. für Santa Maria della Pace, Genua), Museo di Sant’Agostino, Genua

Aurelio Lomi (* 29. Februar 1556 in Pisa; † zwischen 15. Juli 1623 und 26. Mai 1624 ebenda (?)) war ein italienischer Maler des späten Manierismus, der in der Toskana und in Genua wirkte.

## Leben und Werk
Er war der zweite Sohn des Goldschmieds Giovan Battista di Bartolomeo Lomi aus Florenz, der seit einigen Jahren in Pisa lebte. Auch Aurelios Brüder Baccio (* um 1550 in Florenz – 1595 in Pisa) und der später berühmte Orazio (gen. Gentileschi) (1563–1639), sowie dessen Tochter Artemisia, waren Maler.
Über Aurelios malerische Ausbildung ist nichts bekannt, manche Autoren vermuten, dass er 1575–76, direkt nach dem Tode seines Vaters, zusammen mit dem dreizehnjährigen Orazio nach Rom ging, wo einer ihrer Onkel lebte.
Aurelio war im Jahr 1578 in der Accademia del disegno in Florenz eingeschrieben, doch verschwindet sein Name aus den Akten der Accademia im Folgejahr, wo er wahrscheinlich nach Rom ging und mit der Schule der römischen Manieristen nach Perin del Vaga in Berührung kam, namentlich mit der Kunst von Francesco Salviati, Daniele da Volterra und Taddeo Zuccari. Das einzige bekannte Werk Lomis in Rom sind die vor 1587 entstandenen Fresken über das Leben der Maria in der Cappella dell’Assunta in Santa Maria in Vallicella, die heute nur schlecht erhalten sind; das dazugehörige Altarbild mit einer Himmelfahrt Mariae ist verschollen. Im Jahr 1587 wohnte er auch nachweislich in der Nähe dieser Kirche, zusammen mit seinem Bruder Orazio.

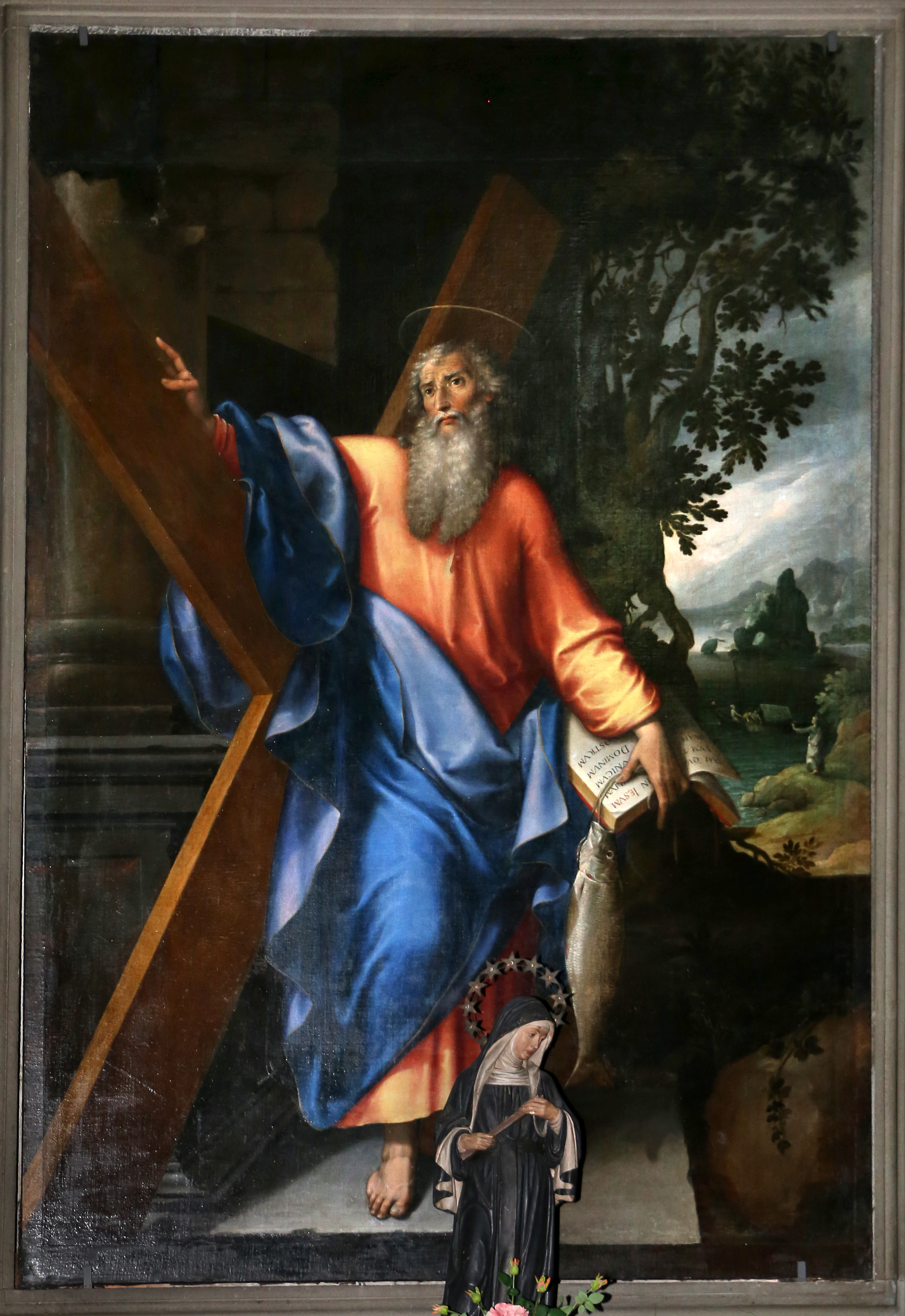
Der Apostel Andreas, Kirche San Martino, Pisa

1588 kehrte Aurelio nach Pisa zurück und erhielt dort schnell prestigereiche Aufträge, beispielsweise für zwei große Gemälde mit der Anbetung der Hirten und der Anbetung der Könige für das Querschiff des Doms. Um das erstere schätzen zu lassen, wurden 1590 aus Florenz extra die Maler Santi di Tito und Cigoli geholt, und Lomi bekam dafür 300 Scudi, und dieselbe Summe zwei Jahre später auch für die Anbetung der Könige.
Für eine Madonna in Glorie mit fünf Heiligen, die er 1591–92 für die Kirche San Ranierino in Pisa malte, erhielt er eine Summe von 700 Lire.
In den folgenden Jahren bekam Lomi weiterhin Aufträge von den Pisaner Kirchen und malte 1594–95 für den Dom ein drittes Gemälde mit der Darstellung im Tempel. 1595 entstand auch das Bild Der hl. Cassius heilt einen Besessenen in Gegenwart Totilas für die Kirche San Frediano in Lucca, wo er sich von Alessandro Allori beeinflusst zeigt.
1597 ging Aurelio Lomi nach Genua. Dort lebte er bis etwa 1604 und schuf in einer Art künstlerischer Führungsposition zahlreiche Werke für die Kirchen der Stadt und ihrer Umgebung. Zu seinen prestigereichsten Aufträgen dieser Zeit gehören die beiden 1601 signierten und datierten Bilder Mariä Himmelfahrt und Das Martyrium des hl. Biagio in der Genueser Kirche Santa Maria di Castello sowie die ebenfalls signierte Geburt des Täufers aus demselben Jahr in San Siro.

Bemerkenswert ist Lomis Martyrium des hl. Stefan für die Genueser Franziskanerkirche Santa Maria della Pace, das stilistisch bereits den Barock ankündigt (heute im Depot des städtischen Museums Genua; Abb. ganz oben); in diesem Werk meint die Kritik Einflüsse des Florentiners Passignano (Domenico Cresti) zu erkennen.
1602 lebte Aurelio Lomi zusammen mit seinem Schüler Simone Belli und einer Magd Margherita im Palast des Origo Salvago an der Strada Nuova, gleich gegenüber dem Palazzo von Carlo Doria; ab dem darauffolgenden Jahr wohnte er dann im Palazzo des Gerolamo Spinola.

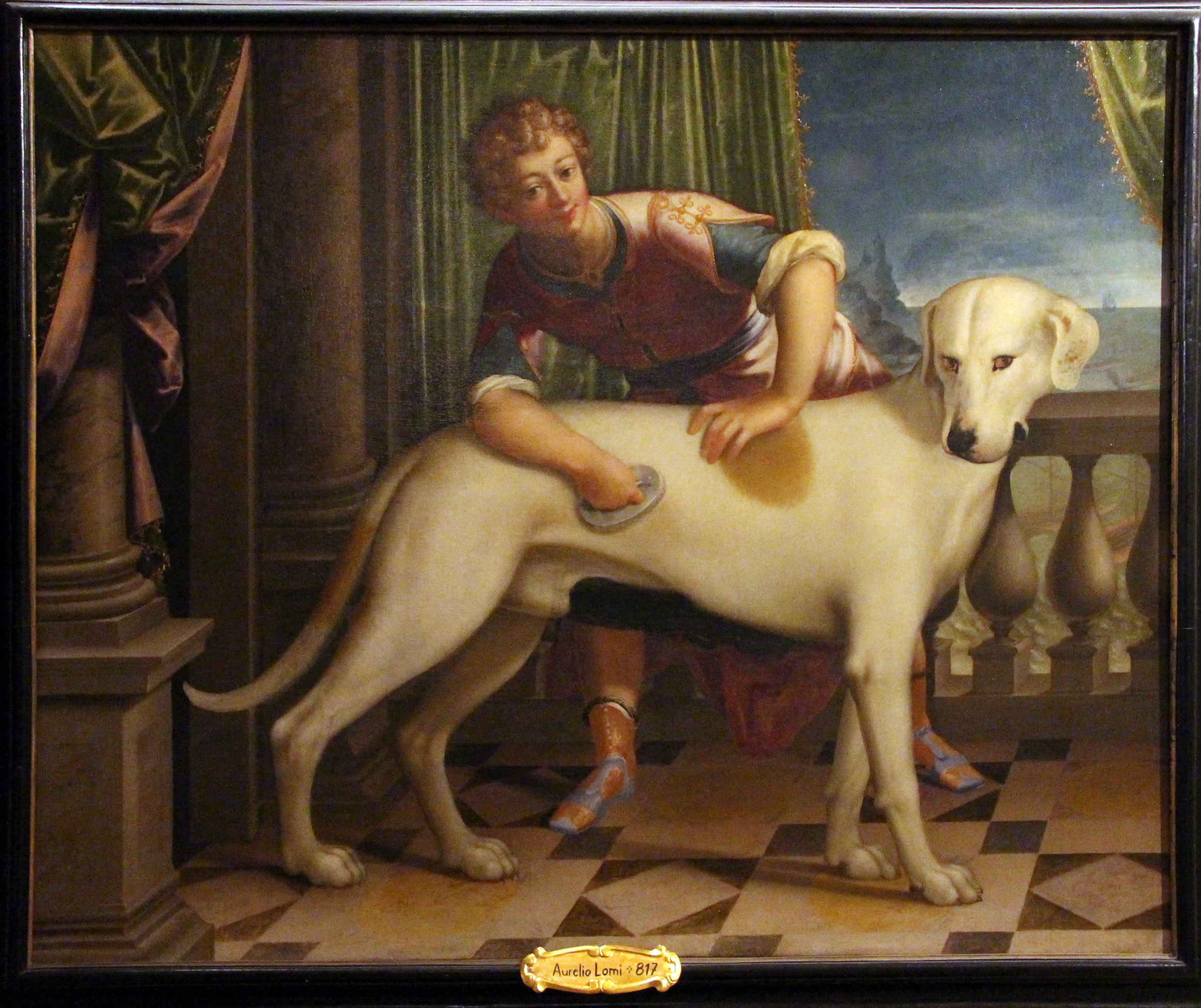
Der Hund Roldano, 1597–1604, Villa del Principe, Genua

Etwa um diese Zeit, also 1602 bis 1603, entstand Lomis Einkleidung des hl. Hyacinth für Santa Maria di Castello, die als ein Höhepunkt seiner Genueser Schaffensphase gilt. Zu seinen signierten und datierten Werken gehören außerdem die Verkündigung (1603) in der Genueser Kirche Santa Maria Maddalena, sowie Das letzte Gericht und die Auferstehung Christi (1603) in Santa Maria Assunta di Carignano (Genua).
Ein interessantes Unikum in Aurelio Lomis Werkkatalog ist das um 1603–1604 gemalte Porträt des Hundes Roldano, des Lieblingshundes von Giovanni Andrea Doria, den dieser von König Philipp II. von Spanien geschenkt bekommen hatte (Palazzo Doria Pamphili, Genua).
1604 versuchte der Maler wieder Aufträge in Pisa zu bekommen und schickte anscheinend mit diesem Hintergedanken eine Anbetung der Könige als Geschenk an die Barnabitenmönche der dortigen Kirche San Frediano, ein Werk, das von den frühen Autoren für seine hohe Qualität gepriesen wurde.
Im Jahr 1605 nahm er seine Tätigkeit für den Dom zu Pisa wieder auf. Seine ersten Arbeiten dafür waren vier im Folgejahr bezahlte Bilder mit Kardinaltugenden, die ursprünglich für den Dom bestimmt waren, aber heute in der Kirche San Michele in Borgo aufbewahrt werden. Ebenfalls für den Dom malte er etwa bis 1610 fünf großformatige Bilder, von denen sich Das Wunder der Vermehrung des Brotes und Christus heilt einen Blinden noch vor Ort befinden (Stand 2021), die anderen sind im Dommuseum zu sehen.

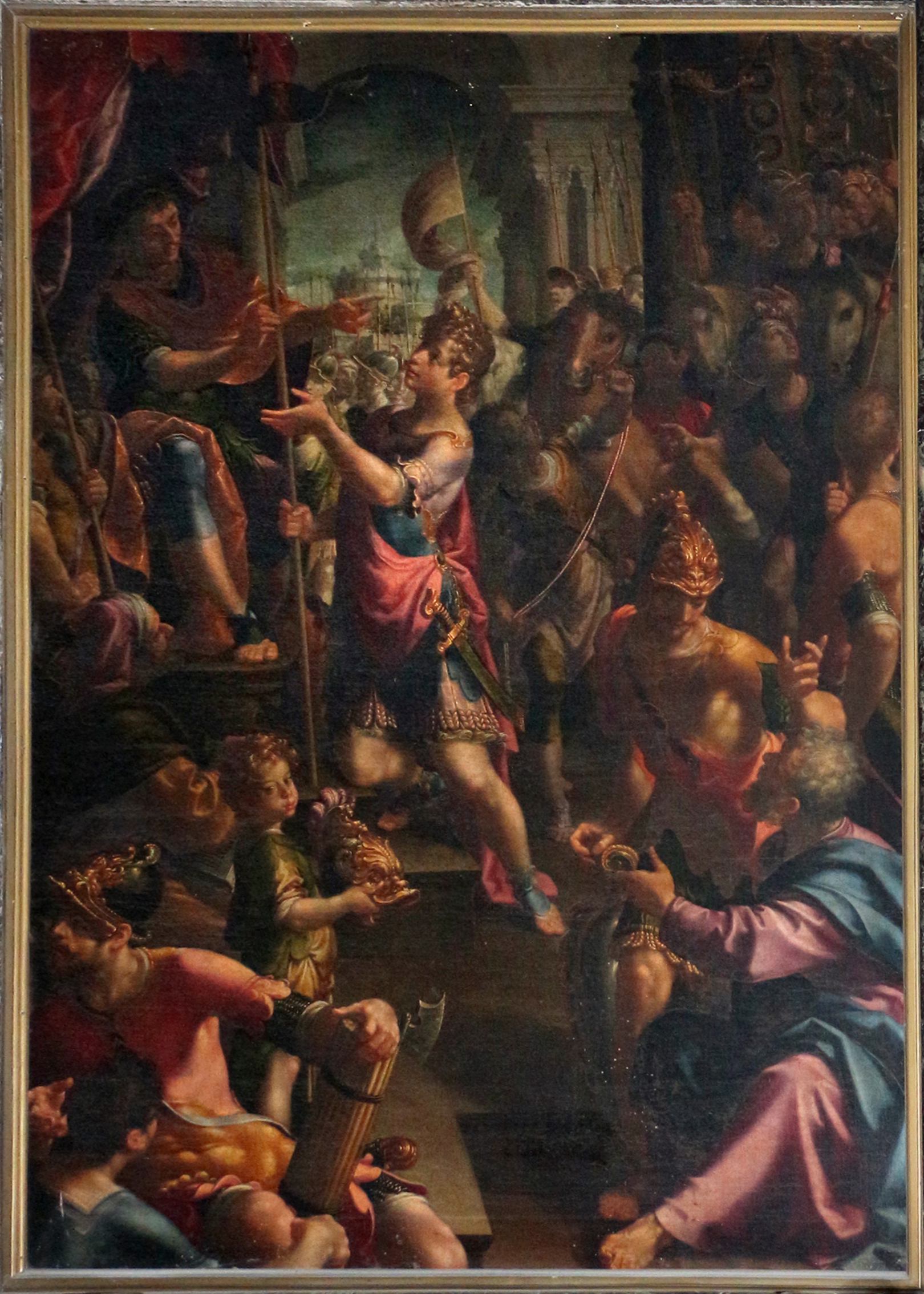
Der hl. Sebastian vor dem römischen Kaiser, um 1606, Santissima Annunziata, Florenz

Außer für Kirchen von Pisa erhielt er auch Aufträge aus anderen toskanischen Städten. So malte er um 1606 einen hl. Sebastian vor dem römischen Kaiser für die Cappella Pucci in der Florentiner Kirche Santissima Annunziata und eine Anbetung der Könige für die Cappella Ridolfi in Santo Spirito (Florenz).
1611 signierte und datierte er die Darstellung im Tempel für die Kirche San Paolo in Bologna.
Doch kam mittlerweile der Wendepunkt für Lomi und es wurde langsam schwierig für ihn, seine künstlerische Führungsrolle in den Kirchen von Pisa zu halten. Es kam sogar zu rechtlichen Streitigkeiten, in deren Verlauf sich der Künstler an die Accademia del disegno in Florenz um Hilfe wandte.
In seinen letzten Lebensjahren lebte er meistens in Florenz, zumal er immer das von seinem Vater ererbte Bürgerrecht dieser Stadt behalten hatte. Er schrieb sich dort wieder in der Accademia del disegno ein, und hatte in den Jahren 1613 und 1618 das Amt des Konsuls dieser Institution inne. So konnte er sicher auch seiner begabten Nichte Artemisia Gentileschi beistehen, die zu dieser Zeit in Florenz lebte und auch ehrenhalber in der Accademia aufgenommen wurde.
Erst 1619 erhielt Lomi das Bürgerrecht der Stadt Pisa in Anbetracht seiner künstlerischen Verdienste und wurde dort von den Steuern befreit. Im selben Jahr malte er sein letztes bekanntes Werk Christus krönt den Seligen Michele Pini für die Kirche San Michele al Borgo in Pisa; das Bild ist nur sehr schlecht erhalten und wird heute im Depot der Soprintendenza der Galerien von Pisa aufbewahrt.
Aurelio Lomis genaues Sterbedatum und -ort sind nicht bekannt. Man weiß nur, dass er zwischen dem 15. Juli 1623 und dem 26. Mai 1624 verstarb, vermutlich in Pisa (Stand 2021).

## Stil
Aurelio Lomis Kunst ist stilistisch dem Manierismus zuzuordnen. Er verarbeitete vielfältige Einflüsse, in seinen frühen Werken etwa von Francesco Salviati, Daniele da Volterra und den Gebrüdern Taddeo und Federico Zuccari, sowie von Federico Barocci. Er malte oft vielfigurige Kompositionen von großer Komplexität und Bewegtheit.
Später, um die Wende zum 17. Jahrhundert sind auch Einflüsse von den Florentiner Meistern Cigoli (Lodovico Cardi), Ligozzi, Alessandro Allori oder Passignano (Domenico Cresti) zu erkennen.

## Bildergalerie

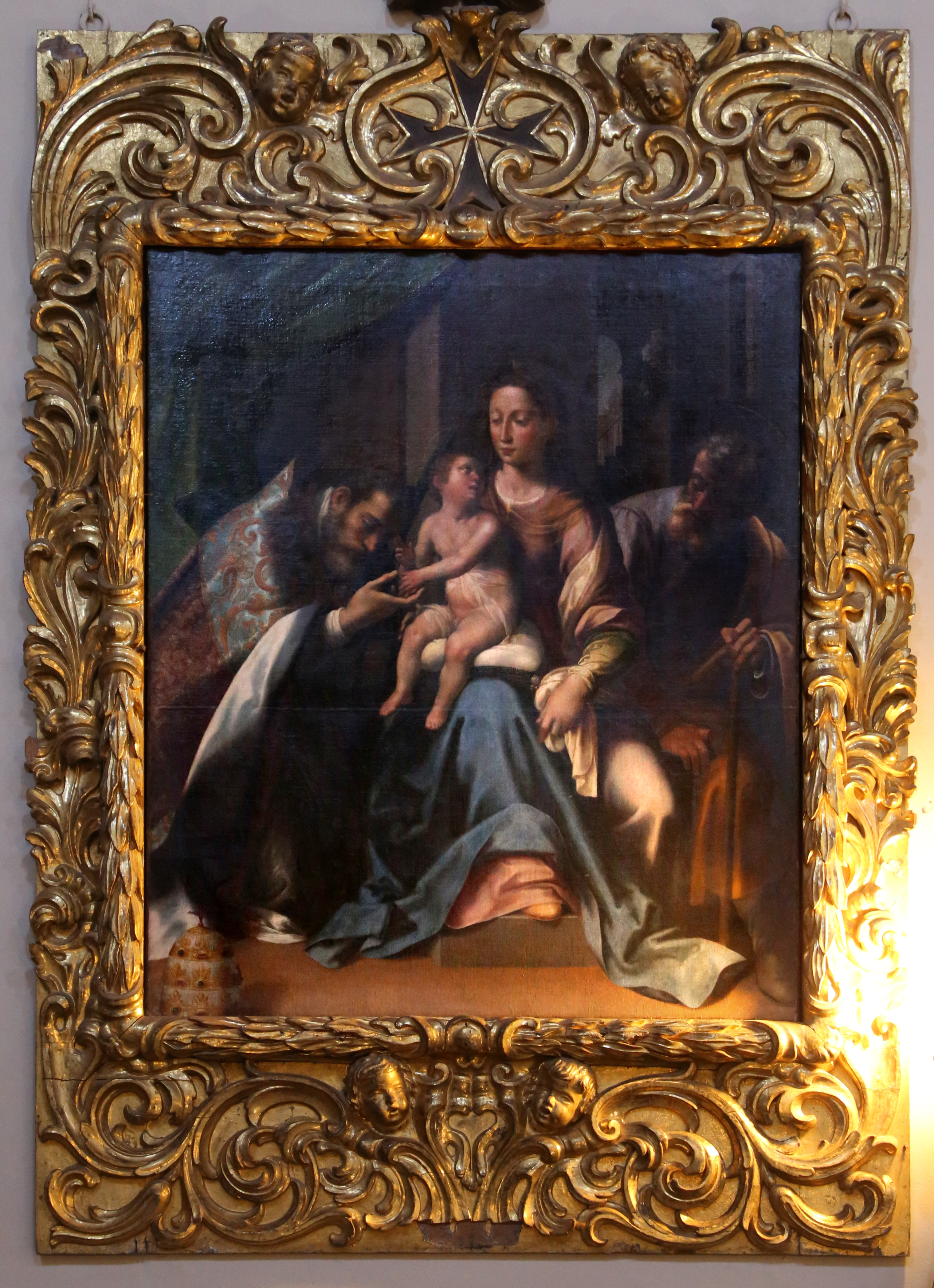
Die hl. Familie mit dem hl. Papst Stefanus, 1592, Kirche Santo Stefano dei Cavalieri, Pisa
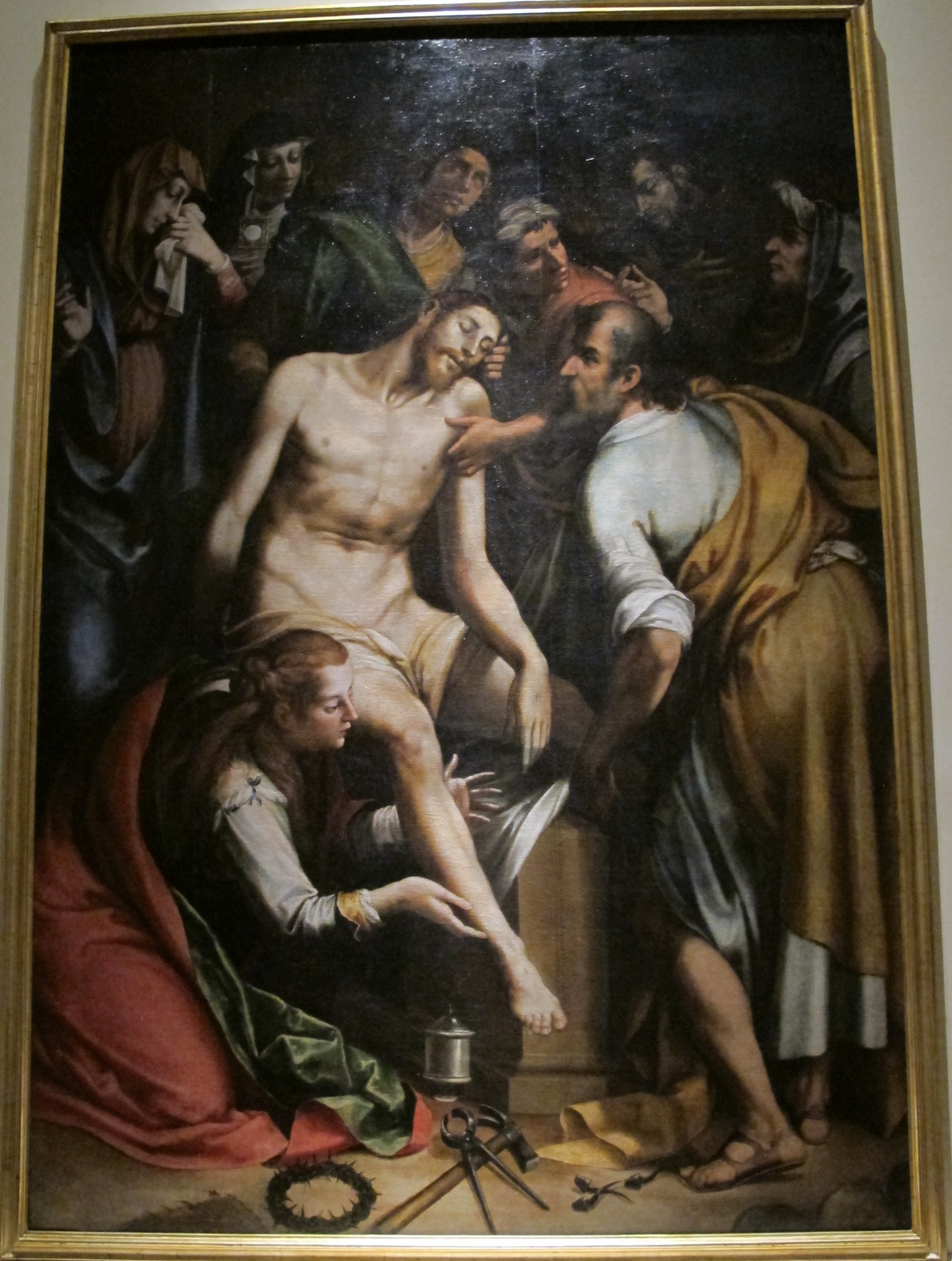
Beweinung Christi, um 1595, (aus Santa Chiara, Lucca) Depot der Museen von Florenz (hier: Ausstellung im Museo nazionale di Villa Guinigi - MIBAC)
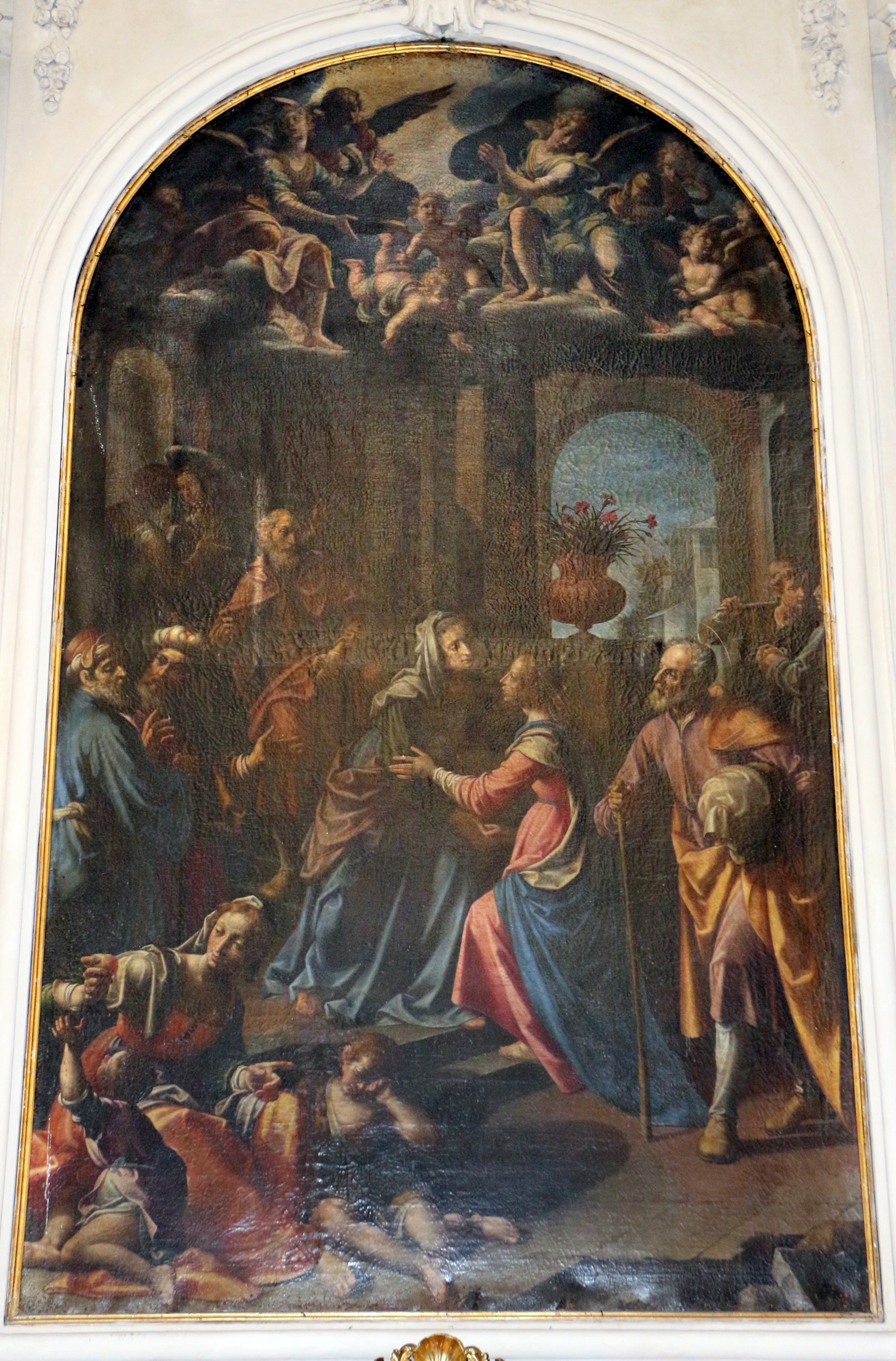
Visitation, ca. 1595 ?, Santa Maria del Carmine, Florenz

## Werke  (Auswahl)

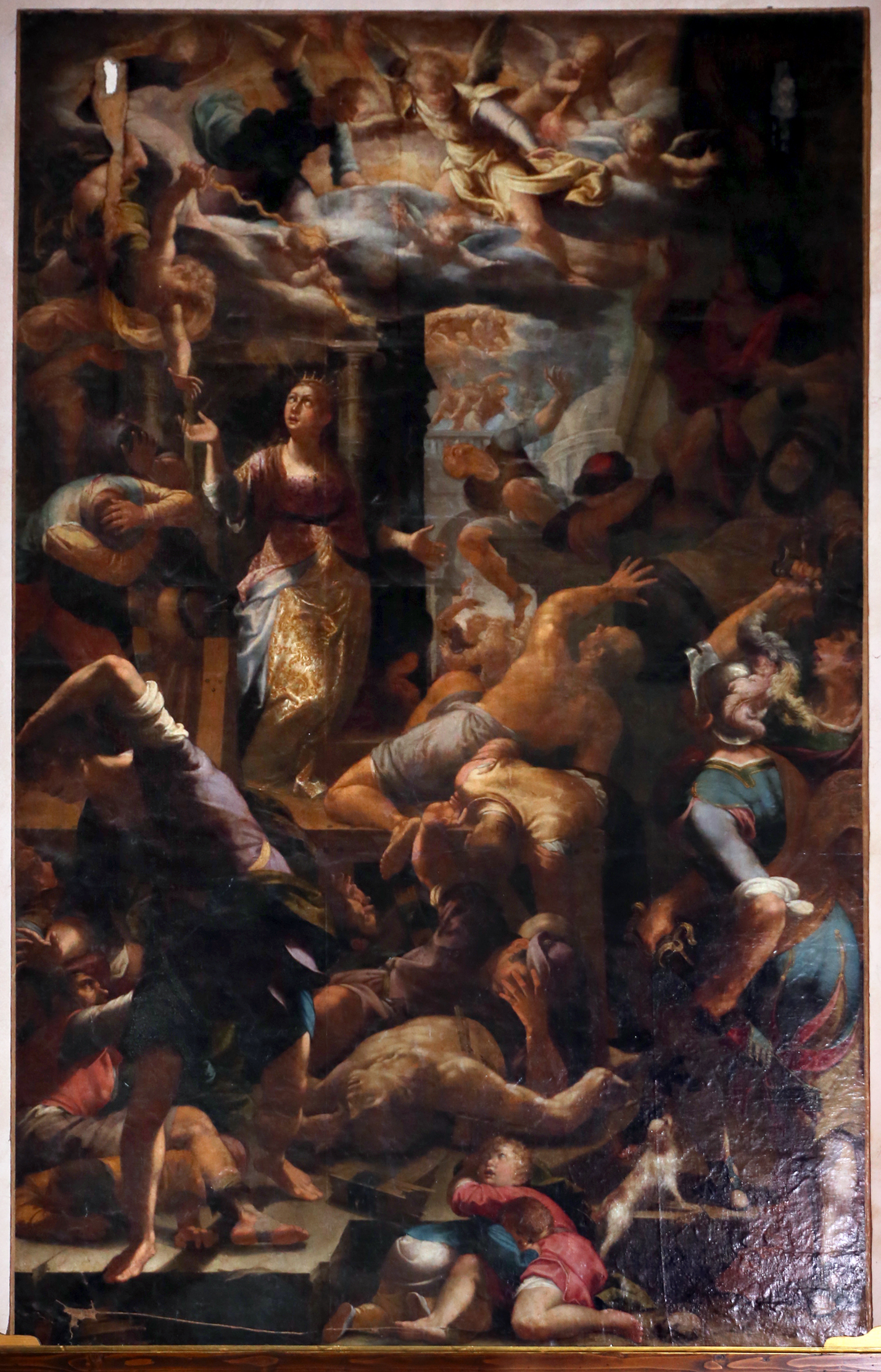
Martyrium der hl. Katharina von Alexandria, Santa Caterina, Pisa

- Fresko: Gastmahl von Esther und Ahasver und vier Grisaillen, 1589–90, Camposanto, Pisa (begonnen 1585 von Agostino Ghirlanda, fertiggestellt von Aurelio Lomi)
- Anbetung der Hirten und der Anbetung der Könige, 1588–1591, Dom, Pisa
- Madonna in Glorie mit fünf Heiligen, 1591–92, Kirche San Ranierino, Pisa
- Die hl. Familie mit dem hl. Papst Stefan, 1592, Chiesa di Santo Stefano dei Cavalieri, Pisa
- Madonna in Glorie und sechs Heilige, um 1592, Santa Maria del Carmine, Pisa
- Darstellung im Tempel, 1594–95, Dom, Pisa
- Hl. Hieronymus, 1595, Cappella del Camposanto, Pisa,
- Die Thronende Madonna überreicht den hl. Augustinus und Monica den Gürtel, 1595, San Nicola, Pisa
- Der hl. Cassius heilt einen Besessenen in Gegenwart Totilas, 1595, San Frediano, Lucca
- Beweinung Christi, um 1595, im Depot der Uffizien (?), Florenz
- Joseph in der Zisterne und Das Opfer Isaaks, um 1597, (früher in San Francesco di Castelletto, Genua) Konvent San Francesco a Gaggiola, La Spezia
- Gang des Eraclio auf den Kalvarienberg, um 1597–98, (urspr. für die Alte Sakristei in San Siro, Genua) Palazzo dell’Arcivescovado, Genua
- Die Visitation mit den Hl. Augustinus und Nikolaus von Tolentino, Santissima Annunziata di Portoria, Genua
- Zwei Bilder: Christus mit dem Kreuz und Marienkrönung, an der Eingangsfassade der Klosterkirche Sant’Anna, Genua
- Der hl. Simon Stock erhält das Skapulier von der Jungfrau, (urspr. für Sant’Anna, Genua) Gemeindekirche (parrocchiale), Montaggio
- Wunder des hl. Diego, signiert und datiert 1600, (urspr. für die Kirche San Francesco, La Spezia) Santa Maria Assunta, La Spezia.
- Mariä Himmelfahrt und das Martyrium des hl. Biagio, signiert und datiert 1601, Santa Maria di Castello, Genua
- Geburt des Täufers, signiert und datiert 1601, San Siro, Genua
- Anbetung der Hirten, signiert und datiert 1601, Gemeindekirche (parrocchiale), San Martino in Vignale (Lucca)
- Martyrium des hl. Stefanus, (urspr. für Santa Maria della Pace, Genua) im Depot des städtischen Museums Genua
- Berufung der Erwählten, Santa Maria del Carmine, Genua
- Die Söhne des Zebedäus vor Christus, Oratorio di San Giacomo della Marina, Genua
- Wunder des hl. Siro, (urspr. für San Francesco di Castelletto) San Siro, Genua
- Pietà mit Heiligen, Hauptaltarbild in Santa Maria in Passione, Genua
- Einkleidung des hl. Hyacinth, ca. 1602–1603, Santa Maria di Castello, Genua
- Verkündigung, signiert und datiert 1603, Santa Maria Maddalena, Genua
- Das letzte Gericht und Auferstehung Christi, signiert und datiert 1603, Santa Maria Assunta di Carignano, Genua
- Porträt des Hundes Roldano (Lieblingshund des Giovanni Andrea Doria), 1603–1604, Palazzo Doria Pamphili, Genua
- Anbetung der Könige, signiert und datiert 1604, Kirche San Frediano, Pisa
- Kardinaltugenden, 1605–1606, (urspr. für den Dom von Pisa) Kirche San Michele in Borgo, Pisa
- Hochzeit zu Kana und Gastmahl von Esther und Ahasver, ca. 1607–1610, Museo dell’Opera del duomo, Dom zu Pisa
- Der hl. Sebastian vor dem Tyrannen, um 1606, Cappella Pucci in der Santissima Annunziata, Florenz
- Anbetung der Könige, um 1606, Cappella Ridolfi in Santo Spirito, Florenz
- Das Wunder der Vermehrung des Brotes und Christus heilt einen Blinden, ca. 1607–1610, Dom zu Pisa
- Darstellung im Tempel, signiert und datiert 1611, San Paolo, Bologna
- Deckenfresken (ca. 1611) in San Silvestro, Pisa (mit Beteiligung der Werkstatt)
- 2 Gemälde mit Wundern des hl. Franziskus, nach 1611, (urspr. für San Frediano, Pisa) im Depot der Galerien von Pisa
- Gebet im Garten Gethsemane, um 1615, Jesuitenkirche San Bartolomeo, Modena
- Ruhe auf der Flucht nach Ägypten, um 1615, Kirche San Francesco, Pistoia
- Tod der Jungfrau, um 1615, (urspr. für die Chiesa dei Carmelitani Scalzi, Viterbo) Museo civico, Viterbo
- Christus krönt den Seligen Michele Pini, 1619 (urspr. für San Michele al Borgo, Pisa) im Depot der Soprintendenza alle Gallerie, Pisa